# Moule à manqué

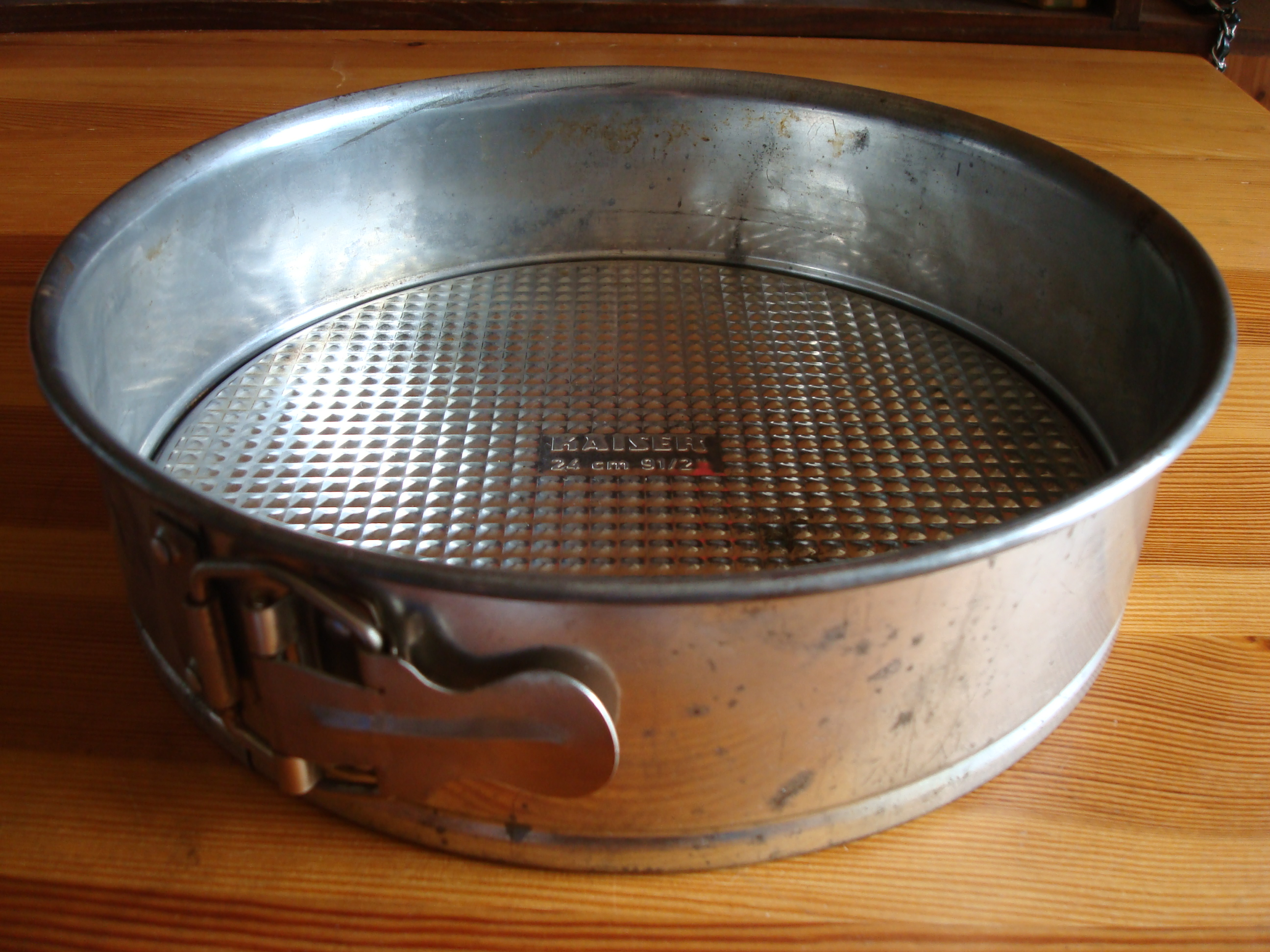
Moule à manqué en métal avec dispositif de serrage et fond amovible.

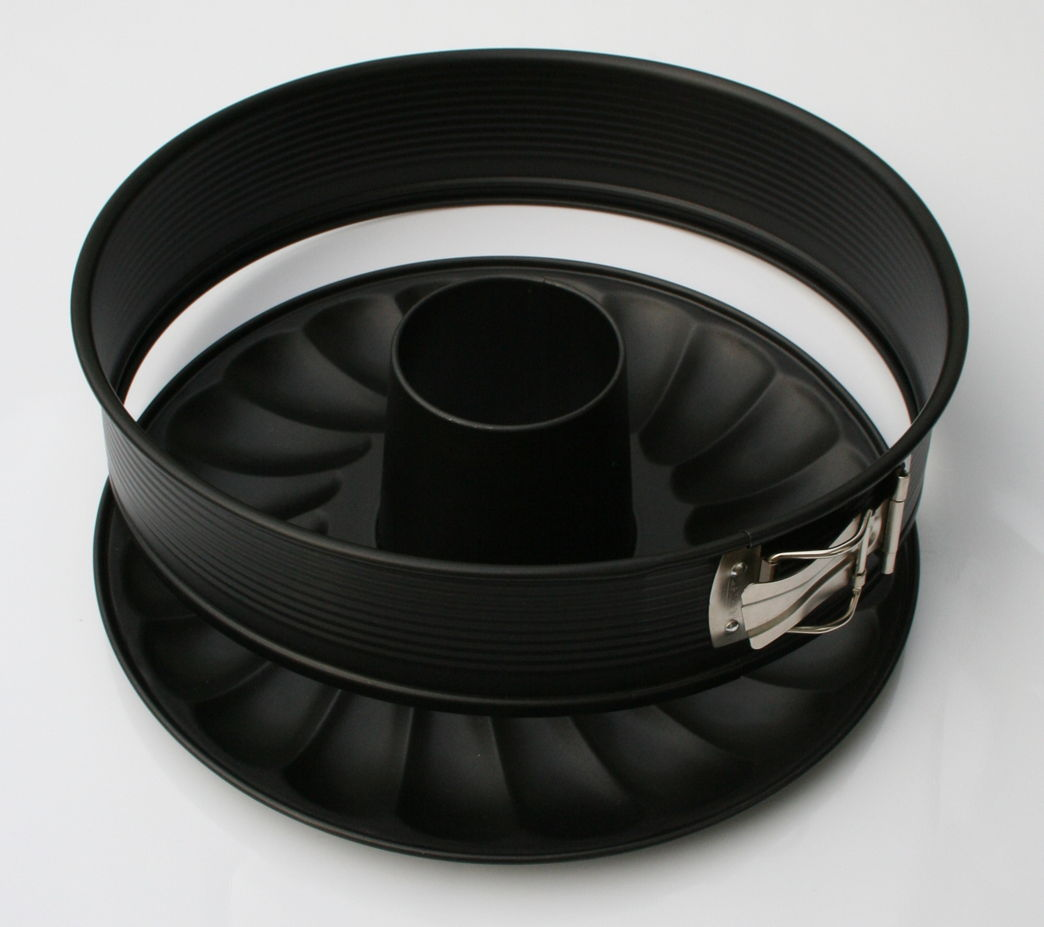
Moule à manqué en métal.

Le moule à manqué est un moule à bord haut, inventé au xixe siècle pour le gâteau manqué.
On l'utilise pour les génoises, les biscuits ou la tarte Tatin. Il en existe de plusieurs formes : rond, ovale, à bords lisses ou cannelés.

## Origine du nom
Au XIXe siècle, un pâtissier de Chez Félix fait une génoise mais sans réussir à monter les œufs en neige. Pour ne pas jeter sa pâte, il ajoute du beurre et des amandes pilées. Il vend ensuite avec succès le gâteau obtenu sous le nom de « manqué », terme qui caractérise par la suite le moule utilisé.